# سیکل (فیلم ۲۰۰۹)
«سیکل» (انگلیسی: The Cycle (2009 film)) فیلمی در ژانر ترسناک است که در سال ۲۰۰۹ منتشر شد. از بازیگران آن می‌توان به داریل هانا اشاره کرد.